# Heteracia
Heteracia es un género monotípico de plantas herbáceas perteneciente a la familia Asteraceae. Su única especie: Heteracia szovitsii Fisch. & C. A. Mey., es originaria de Armenia. 

## Descripción
Es una planta anual,  glabra, que alcanza los 08/25 (30) centímetros de altura, erecta o ascendente con frecuencia. Hojas basales oblongas u oblongo-obovadas, más o menos sinuado-dentadas para pinnatilobadas y pinnatipartidas con lóbulos deltoides, pecioladas, las hojas caulinares lanceoladas u oblongo-ovadas, sésiles, caudado sagitadas. Con capítulos, de 6-9 (12) mm de ancho en la fructificación, sésiles. El fruto es un aquenio de color gris rojizo, algo comprimido dorsoventralmente con dos  costillas. 

## Sinonimia
- Heteracia szovitsii var. epapposa Regel & Schmalh. in Trudy Imp. S.-Peterburgsk. Bot. Sada 6: 329. 1878
- Heteracia epapposa (Regel & Schmalh.) M. Popov in Trudy Uzbeksk. Gosud. Univ. Ališera Navoi, ser. 2, 14: 90. 1941